# Pallacanestro Varese 2019-2020
Questa voce raccoglie le informazioni riguardanti la Pallacanestro Varese nelle competizioni ufficiali della stagione 2019-2020.

## Stagione
La stagione 2019-2020 della Pallacanestro Varese sponsorizzata Openjobmetis, è la 71ª nel massimo campionato italiano di pallacanestro, la Serie A.

## Roster
Aggiornato al 20 luglio 2019.
| Openjobmetis Varese 2019-20 | Openjobmetis Varese 2019-20 |
| Giocatori                   | Staff tecnico               |
| --------------------------- | --------------------------- |

| N. | Naz.                   | Ruolo | Nome                  | Anno | Alt.   | Peso   |  |
| -- | ---------------------- | ----- | --------------------- | ---- | ------ | ------ |  |
| 1  | Stati Uniti (bandiera) | GA    | Justin Carter         | 1987 | 193 cm | 91 kg  |  |
| 3  | Stati Uniti (bandiera) | GA    | L.J. Peak             | 1996 | 196 cm | 98 kg  |  |
| 4  | Serbia (bandiera)      | AP    | Milenko Tepić         | 1987 | 201 cm | 102 kg |  |
| 5  | Stati Uniti (bandiera) | G     | Jason Clark           | 1990 | 188 cm | 82 kg  |  |
| 6  | Italia (bandiera)      | GA    | Gianmarco De Vita     | 1997 | 190 cm | 90 kg  |  |
| 7  | Lettonia (bandiera)    | P     | Ingus Jakovičs        | 1993 | 185 cm | 82 kg  |  |
| 8  | Italia (bandiera)      | A     | Nicola Natali         | 1988 | 200 cm | 95 kg  |  |
| 9  | Estonia (bandiera)     | A     | Siim-Sander Vene      | 1990 | 203 cm | 97 kg  |  |
| 10 | Italia (bandiera)      | C     | Riccardo Cervi        | 1991 | 216 cm | 115 kg |  |
| 11 | Stati Uniti (bandiera) | C     | Jeremy Simmons        | 1989 | 203 cm | 104 kg |  |
| 12 | Italia (bandiera)      | PG    | Omar Seck             | 2001 | 188 cm | 83 kg  |  |
| 14 | Stati Uniti (bandiera) | P     | Josh Mayo             | 1987 | 180 cm | 79 kg  |  |
| 15 | Italia (bandiera)      | P     | Matteo Tambone        | 1994 | 192 cm | 90 kg  |  |
| 18 | Italia (bandiera)      | C     | Luca Gandini          | 1985 | 206 cm | 112 kg |  |
| 21 | Italia (bandiera)      | A     | Giancarlo Ferrero (C) | 1988 | 198 cm | 97 kg  |  |
| 23 | Stati Uniti (bandiera) | PG    | Toney Douglas         | 1986 | 188 cm | 86 kg  |  |

| Allenatore                                                                                           |
| - Attilio Caja                                                                                       |
| Assistente/i                                                                                         |
| - Vincenzo Cavazzana - Alberto Seravalli Legenda - (C) Capitano - (IN) Inattivo - Infortunato Roster |

## Mercato

### Sessione estiva
| Acquisti | Acquisti           | Acquisti          | Acquisti   | Acquisti |
| R.a      | Nome               | da                | Modalità   |          |
| -------- | ------------------ | ----------------- | ---------- | -------- |
| ALL      | Vincenzo Cavazzana | Aquila Trento     | definitivo |          |
| ALL      | Alberto Seravalli  | Free agent        | definitivo |          |
| GA       | L.J. Peak          | Pistoia Basket    | definitivo |          |
| AC       | Jeremy Simmons     | Pod. Montegranaro | definitivo |          |
| P        | Josh Mayo          | Telekom Bonn      | definitivo |          |
| AG       | Siim-Sander Vene   | Gran Canaria      | definitivo |          |
| AP       | Milenko Tepić      | PAOK Salonicco    | definitivo |          |
| G        | Jason Clark        | Skyl. Francoforte | definitivo |          |
| C        | Luca Gandini       | Basket Ravenna    | definitivo |          |
| P        | Ingus Jakovičs     | Ventspils         | definitivo |          |
| GA       | Gianmarco De Vita  | B. Gallarate      | definitivo |          |

| Cessioni | Cessioni          | Cessioni        | Cessioni       | Cessioni |
| R.       | Nome              | a               | Modalità       |          |
| -------- | ----------------- | --------------- | -------------- | -------- |
| ALL      | Massimo Bulleri   | Basket Ravenna  | fine contratto |          |
| ALL      | Raimondo Diamante | Free agent      | fine contratto |          |
| G        | Aleksa Avramović  | Málaga          | fine contratto |          |
| C        | Tyler Cain        | Brescia         | fine contratto |          |
| A        | Dominique Archie  | Châlons-Reims   | fine contratto |          |
| C        | Antonio Iannuzzi  | N.B. Brindisi   | fine contratto |          |
| GA       | Christian Gatto   | Robur Varese    | fine contratto |          |
| AP       | Thomas Scrubb     | Strasburgo      | fine contratto |          |
| P        | Ronald Moore      | Pau-Lacq-Orthez | fine contratto |          |
| AP       | Jean Salumu       | Pistoia Basket  | fine contratto |          |
| AG       | Damiano Verri     | Free agent      | fine contratto |          |

### Dopo l'inizio della stagione
| Acquisti | Acquisti       | Acquisti    | Acquisti         | Acquisti   |
| R.       | Nome           | da          | Data             | Modalità   |
| -------- | -------------- | ----------- | ---------------- | ---------- |
| C        | Riccardo Cervi | Free agent  | 28 novembre 2019 | definitivo |
| G        | Justin Carter  | Free agent  | 30 gennaio 2020  | definitivo |
| PG       | Toney Douglas  | Estudiantes | 2 marzo 2020     | definitivo |

| Cessioni | Cessioni       | Cessioni          | Cessioni        | Cessioni    |
| R.       | Nome           | a                 | Data            | Modalità    |
| -------- | -------------- | ----------------- | --------------- | ----------- |
| AP       | Milenko Tepić  | Īraklīs Salonicco | 6 novembre 2019 | rescissione |
| C        | Riccardo Cervi | Pall. Trieste     | 14 gennaio 2020 | rescissione |
| GA       | L.J. Peak      | U Cluj            | 29 gennaio 2020 | rescissione |
| G        | Jason Clark    | Free agent        | 2 marzo 2020    | rescissione |